# Pierre-Claude Convers
Pierre-Claude Convers  est un architecte et un entrepreneur français, né en 1735 et mort le 22 juin 1820.

## Biographie
Fils de Pierre II Convers (1706-1780), entrepreneur et architecte, et de Marie Catherine Peyresaube, il est issu d'une lignée d’entrepreneurs.
Le marquis de Bérulle (1726-1797), premier président au parlement du Dauphiné depuis 1760, lui confie en 1775 la construction de son hôtel parisien rue de Grenelle.
Il devient en 1776 l'architecte de la princesse de Conti et intervient régulièrement à ce titre pour aménager l'hôtel du Lude, rue Saint-Dominique où la princesse s'était installée à la suite de sa séparation d'avec son mari.
En 1781, il est chargé par la princesse de Conti de construire la nouvelle église des Dames de Saint-Chaumont rue Saint-Denis, communauté religieuse dont elle était la protectrice. Cette protection assure à Convers publicité et postérité : son nom est cité dans les almanachs ou les guides de voyageurs.
Son domicile parisien est rue Cassette. À son décès en 1820, il est qualifié de Doyen des architectes de Paris.

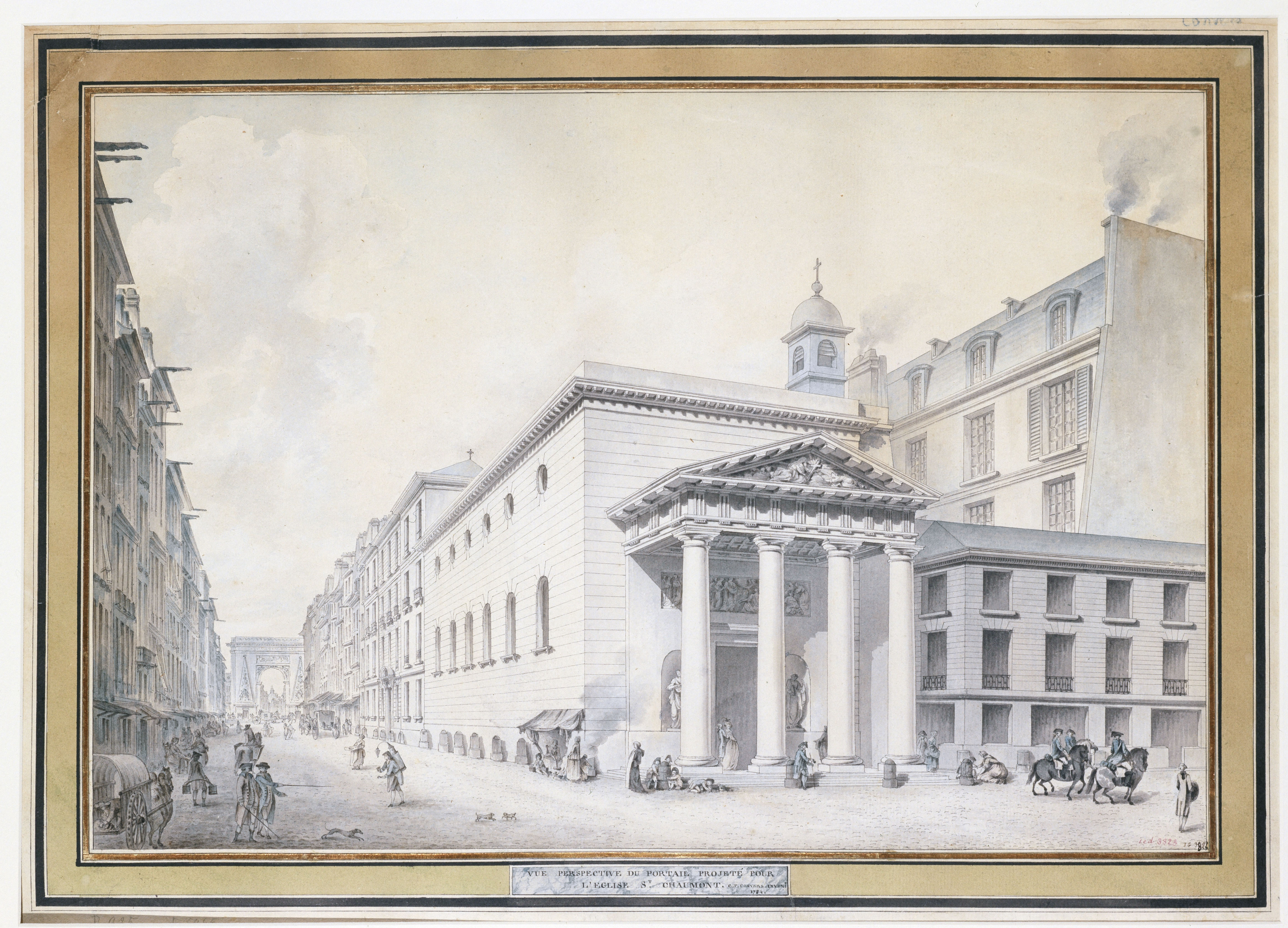
Vue de l’église des Filles de Saint-Chaumont construite en 1782 rue Saint-Denis
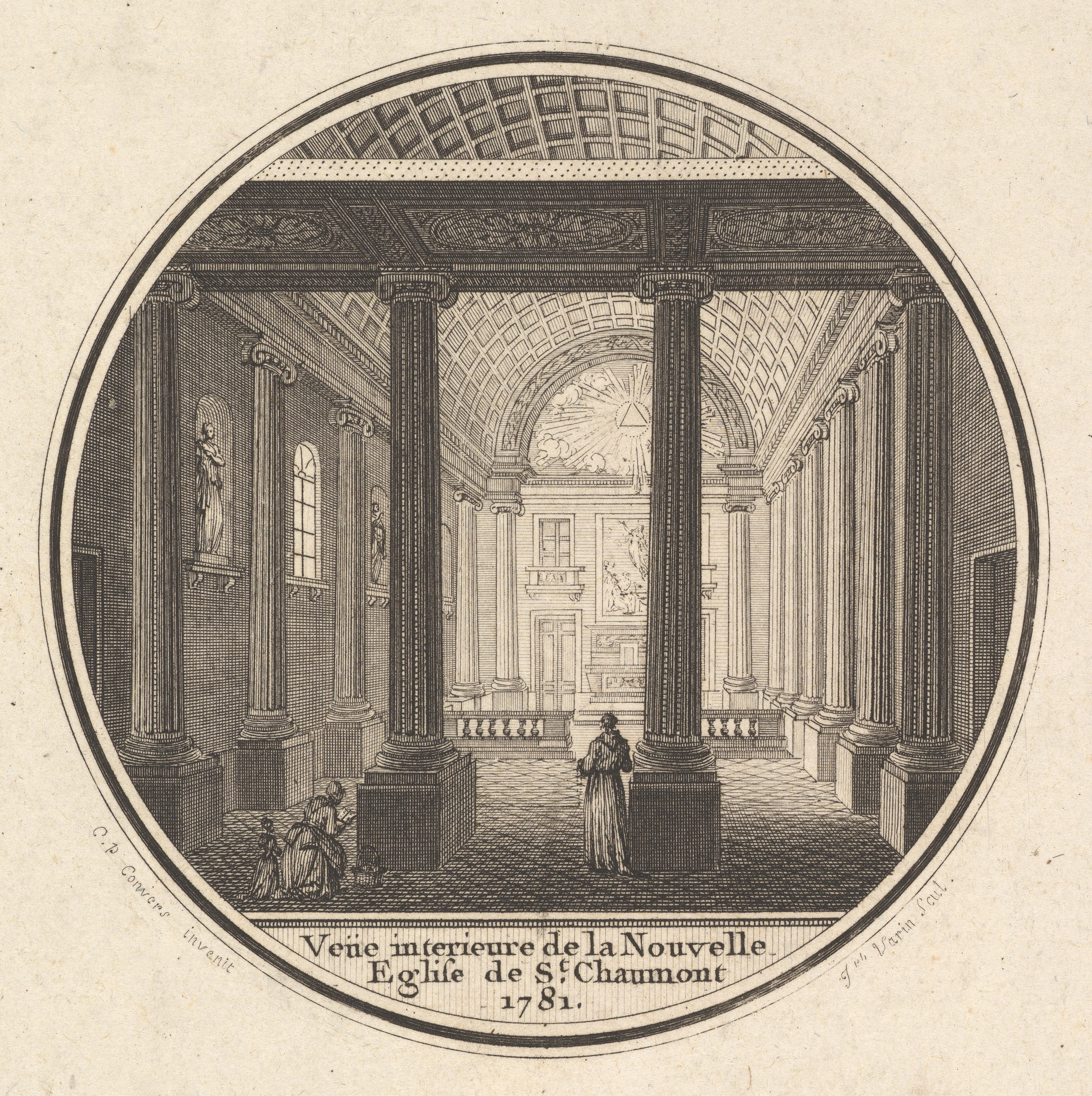
Vue intérieure de l'église des Filles de Saint-Chaumont
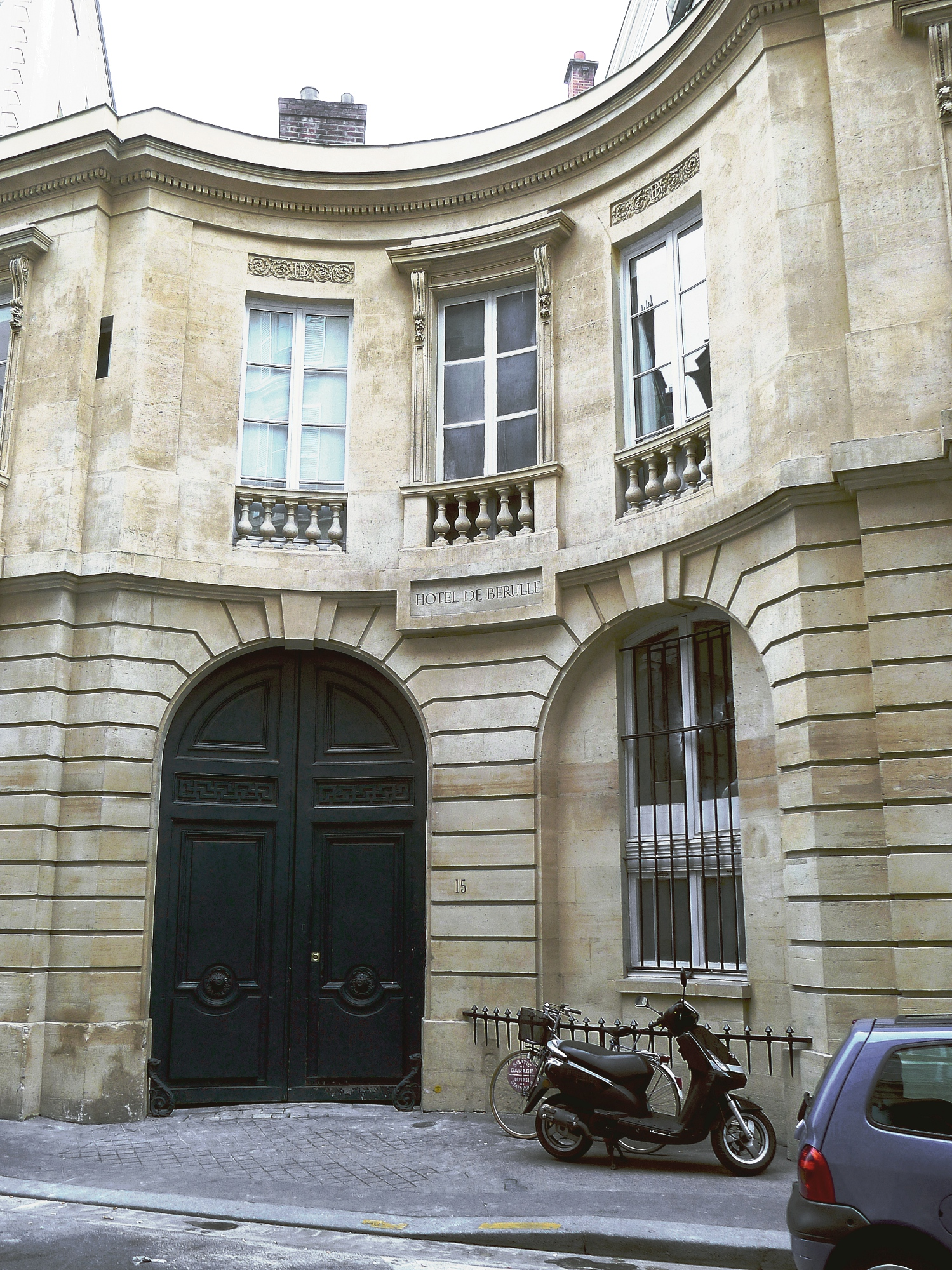
Vue du portail de l’hôtel de Bérulle construit en 1775 rue de Grenelle